# Карауш, Василе
Василе Карауш (рум. Vasile Carauș; 6 августа 1988, Криулень, Молдавская ССР, СССР) — молдавский футболист, полузащитник.

## Биография
Карауш начинал карьеру в бухарестском «Рапиде». С 2007 года играл в молдавском клубе «Академия» из Кишинёва. В июне 2008 Василе Карауш прибыл на просмотр в расположение нальчикского «Спартака», проводившего сбор в Кисловодске, 8 июля 2008 года нальчанами он был арендован на полгода с правом дальнейшего выкупа у кишинёвской «Академии», а уже на следующий день вылетел в Санкт-Петербург на матч чемпионата России. После окончания сезона срок аренды истёк, но нальчане вели переговоры о возможном приобретении молдавского футболиста, но Карауш не был выкуплен.
Летом 2009 года перешёл в запорожский «Металлург», контракт был подписан сроком на 3 года. Карауш выступал в команде под 19 номером. В чемпионате Украины дебютировал 19 июля 2009 года в выездном матче против симферопольской «Таврии» (2:0).
В октябре 2010 года вместе с клубом завоевал Кубок Кучеревского, в финале обыграв днепропетровский «Днепр» (2:3). По итогам сезона 2010/11 «Металлург» занял последнее 16 место и вылетел в Первую лигу Украины. Всего за клуб Карауш провёл 17 матчей в чемпионате и 2 матча в Кубке. В молодёжном первенстве Украины провёл 26 матчей и забил 1 гол.